# Andrea Fay Friedman
Andrea Fay Friedman (Santa Mónica, 1 de junio de 1970-Santa Mónica, 3 de diciembre de 2023) fue una actriz estadounidense.

## Biografía
Andrea Fay Friedman nació con síndrome de Down el 1 de junio de 1970 en California, Estados Unidos. Estudió en el instituto Bautista de Los Ángeles Oeste y en la Universidad de Santa Mónica.
En 1992 interpretó a Amanda, la novia de Charles "Corky" Thatcher de Life Goes On, durante dos temporadas.
En 1993, apareció en un episodio de Los vigilantes de la playa, donde Mary Lou Retton organizaba unas olimpiadas especiales como evento.
En 1997 apareció en Smudge interpretando a Cindy, una chica que reside en un hogar con otra gente de su misma discapacidad y que intenta ocultar a su mascota. Un año más tarde, la película sería galardonada con un Premio Humanitas en la categoría de película infantil de acción real.
En 2003 fue nominada a un Emmy por su papel en Ley y Orden: Unidad de Víctimas Especiales. También se hizo un documental de 48 minutos sobre su vida: A Possible Dream: The Andrea Friedman Story, narrado por Joanne Woodward en 2009.
Sin embargo, no fue hasta 2010 cuando se dio a conocer internacionalmente cuando hizo su cameo en el episodio de Padre de familia; Extra Large Medium, donde prestó su voz a Ellen, personaje con la misma discapacidad, el cual levantó polémica cuando hizo mención de la Gobernadora de Alaska como su madre. En una entrevista sobre la controversia con Sarah Palin y el episodio dijo, "Supongo que la antigua Gobernadora Palin no tiene sentido del humor". En la misma entrevista acusó de usar a su hijo Trig de herramienta política. 

En mi familia creemos que reírse es saludable. Mis padres me enseñaron a tener sentido del humor y a llevar una vida normal. Mi madre jamás me ha llevado en su brazo como si fuera un trozo de pan, que sin duda es lo que hace la ex gobernadora Palin con su hijo para ganarse la simpatía y los votos.

Durante 20 años estuvo trabajando en una firma de abogados.
Falleció el 3 de diciembre de 2023, a los 53 años, luego de padecer Alzheimer.